# Sicista caudata
Sicista caudata is een zoogdier uit de familie van de berkenmuizen (Sminthidae). De wetenschappelijke naam van de soort werd voor het eerst geldig gepubliceerd door Thomas in 1907.

## Voorkomen
De soort komt voor in China en Rusland.